# 小谷耕蔵
小谷 耕蔵（おだに こうぞう、生没年不詳）は、幕末の志士、海援隊隊士。
越前国の出身。慶応初頭までに海援隊の前身である亀山社中に加盟する。慶応2年（1867年）大洲藩船いろは丸を隊が借り受けた際、その船長として長崎を出航した。しかしいろは丸は紀州藩船明光丸と衝突してしまい、耕蔵は事態の収拾に奔走している。事件後は坂本龍馬らとともに紀州藩との交渉に出向いている。
やや粗暴な性格で、また隊内で佐幕論を唱えていたために、他の隊士からは煙たがられたこともあったという。その際に龍馬が「佐幕論者の一人も認められないこともないだろう」と擁護したために、龍馬に一層心酔したという。